# Ростворово
Ростворово (пол. Rostworowo) — село в Польщі, у гміні Рокетниця Познанського повіту Великопольського воєводства.
Населення — 485 осіб (2011).
У 1975-1998 роках село належало до Познанського воєводства.

## Демографія
Демографічна структура станом на 31 березня 2011 року:
|          | Загалом | Допрацездатний вік | Працездатний вік | Постпрацездатний вік |
| -------- | ------- | ------------------ | ---------------- | -------------------- |
| Чоловіки | 250     | 89                 | 147              | 14                   |
| Жінки    | 235     | 65                 | 138              | 32                   |
| Разом    | 485     | 154                | 285              | 46                   |